# Milheirós de Poiares
Milheirós de Poiares é uma povoação portuguesa sede da Freguesia de Milheirós de Poiares do Município de Santa Maria da Feira, freguesia com 8,93 km² de área e 3594 habitantes (censo de 2021), tendo, por isso, uma densidade populacional de 402,5 hab./km².

## História recente (Referendo local)
Em 16 de setembro de 2012, 1773 eleitores dos 3283 registados em Milheirós de Poiares puderam expressar em referendo a opção de passar a integrar ou não o concelho vizinho de São João da Madeira. O referendo, de caráter consultivo, resultou favorável à mudança de município, com 79,92% dos votos favoráveis e 18,55% a preferir a manutenção no município de Santa Maria da Feira. 46% dos eleitores de Milheirós de Poiares abstiveram-se de votar no referendo, que não tem valor vinculativo. Em Outubro de 2018 a Assembleia Municipal de Santa Maria da Feira, após consulta pública de cidadãos, partidos e demais instituições, aprovou por maioria de votos a manutenção da freguesia como parte inalienável do Município de S. M. da Feira. 

## História
O povoamento do território desta freguesia poderá remontar a épocas muito anciãs, como parece indicar o topónimo Mamoa, um lugar situado na extremidade setentrional, que nos conduz a um monumento celta que aqui terá existido. Milheirós de Poiares é uma freguesia com um passado documentado, desde os tempos de D. Afonso Henriques, pois são vários os documentos que lhe fazem referência.
Um documento datado de 19 de janeiro de 1142, refere uma permuta de bens entre o nosso primeiro Rei (D. Afonso Henriques) e o Mosteiro de Grijó, na pessoa do Prior D. Trutesindo Mendes. Este possuía uma herdade em Milheirós e a do monarca situava-se na vila rústica de Dentazes (agora um lugar da freguesia, outrora Vila), abaixo do Monte Codal, junto ao Rio Ul. Um outro documento de outubro de 1160, menciona a doação que Paio Aires e sua mulher Godinha Vermuiz fizeram ao Mosteiro de Grijó; o casal doou a sua parte na igreja da freguesia e outros bens anexos, sem qualquer condição. Noutros tempos, esta freguesia foi habitada por famílias nobres, como foi o caso dos Perestrelos, que tiveram aqui a sua residência. Eram fidalgos provenientes da Lombardia, na Itália, começando a gozar dos privilégios da nobreza e a ostentar brasão de armas durante o século XV. Esta família notabilizou-se principalmente num dos seus membros (embora a sua ligação a Milheirós de Poiares não seja totalmente certa), Bartolomeu Perestrelo, um dos descobridores da Madeira. Milheirós de Poiares, eclesiasticamente, foi um 'cuarto' apresentado pelos cónegos regrantes de Santo Agostinho do Convento da Serra do Pilar, passando posteriormente a Reitoria.

## Brasão e bandeira
Segundo o parecer da Comissão de Heráldica da Associação dos Arqueólogos Portugueses de 11/09/2000
Estabelecida em reunião de Assembleia de Freguesia, em 16/12/2000
Publicada no Diário da República, 3.ª Série, Parte A de 09/01/2001
Registado na Direcção Geral de Autarquias Locais, com o n.º 033/2001, em 29/01/2001
Armas - Escudo de prata, roda dentada de vermelho entre dois pés de milho de verde, frutados de ouro; em chefe, nimbo raiado de azul, carregada com balança de ouro sustentada por espada de lâmina flamejante de prata. Coroa mural de prata de três torres. Listel branco, com a legenda a negro: “ MILHEIRÓS DE POIARES “. Símbolos aludindo à indústria e à agricultura, encimadas pela Justiça.
Bandeira - De verde, cordões e borlas de prata e verde. Haste e lança de ouro.
Nota: desde o início do séc. XX e até 1999 o brasão quase inalterado da freguesia tinha representados o Orago S. Miguel em campo vermelho à esquerda e o milho e a indústria em campo azul, à direita.

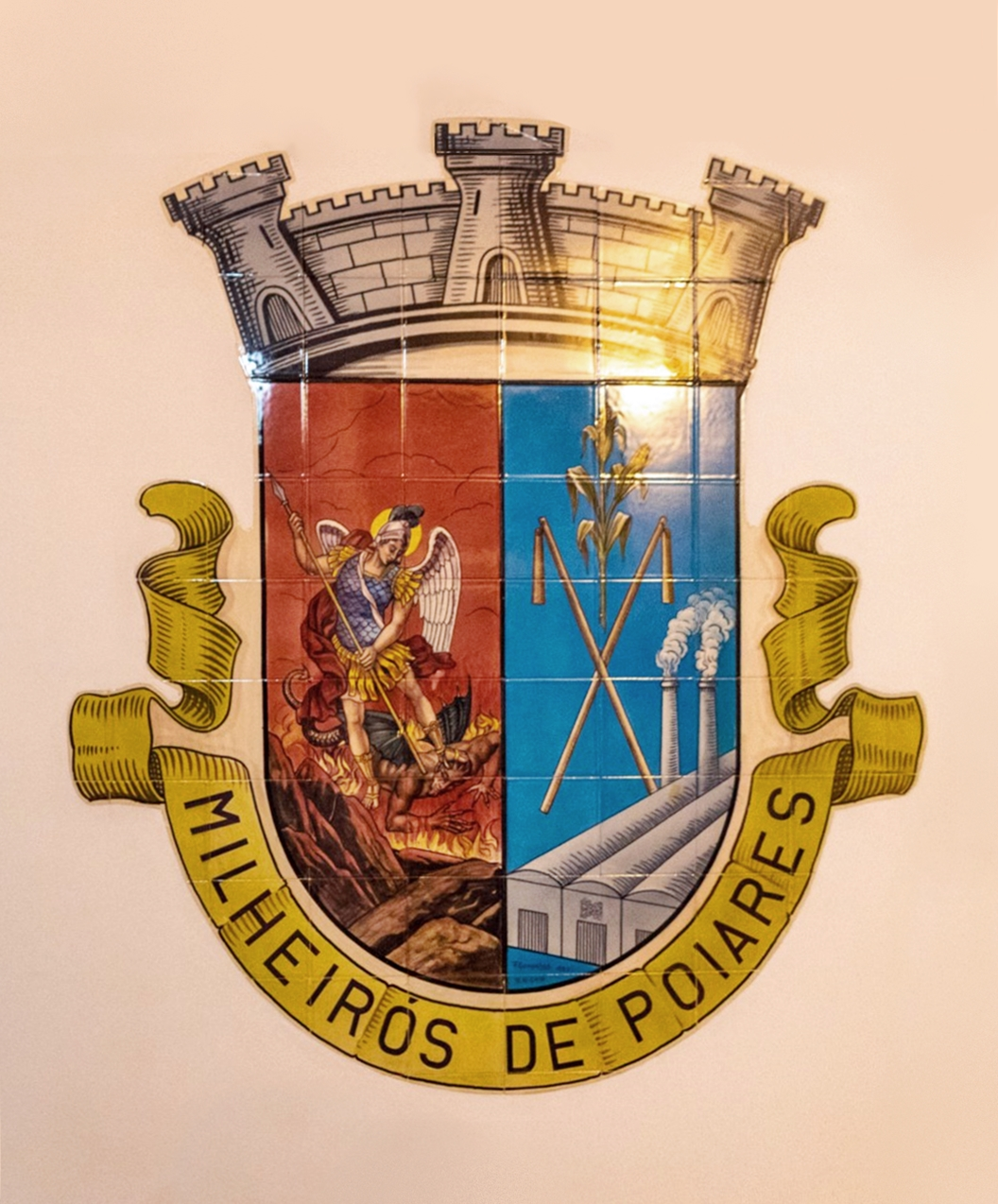
Anterior Brasão de armas de Milheirós de Poiares (até 1999)